# Интеркосмос-20
«Интеркосмос-20» (заводское обозначение АУОС-3-Р-П-ИК ) — советский спутник, разработанный в КБ «Южное» на базе платформы АУОС-З и запущенный 1 ноября 1979 года по программе международного космического сотрудничества «Интеркосмос». На «Интеркосмосе-20» была начата международная программа испытания методик и средств изучения Мирового океана, суши и атмосферы Земли, продолженная впоследствии на спутнике «Интеркосмос-21».

## Описание
Спутник «Интеркосмос-20» был построен на платформе АУОС-З, созданной в КБ «Южное» специально для научно-исследовательских спутников. Платформа включала системы обеспечения, неизменные для всех спутников, построенных на её базе и единую телеметрическую систему (ЕТМС), созданную кооперацией стран-участников программы «Интеркосмос» и обеспечивающую как управление аппаратом, так и каналы приёма команд для научной аппаратуры и передачу научной информации в международном диапазоне частот для сброса информации всем постановщикам экспериментов. Конструкции спутника представляла собой герметичный цилиндрический корпус, внутри которого поддерживался постоянный тепловой режим. Внутри корпуса устанавливались аккумуляторные батареи, аппаратура служебных систем и ЕТМС. Аппарат имел постоянную ориентацию продольной оси на Земли, обеспечиваемую с помощью гравитационного стабилизатора. Ориентация и стабилизация по курсу обеспечивалась двухскоростным маховиком с электромагнитной разгрузкой. Научная аппаратура располагалась во внутреннем отсеке на крышке корпуса. Снаружи корпуса располагались датчики служебных систем и установленные на раскрывающихся штангах антенны телеметрической системы и датчики научной аппаратуры. Электропитание осуществлялось от солнечных батарей общей площадью 12,5 м², расположенных на восьми раскрывающихся неориентированных панелях. В полёте раскрытые панели были расположены под углом 30° относительно корпуса, выбранный как обеспечивающий их оптимальную работу в условиях наихудшей освещенности.
Бортовое запоминающее устройство единой телеметрической системы позволяло хранить информацию, получаемую по всем каналам, в течение 24 часов. Входящие в состав служебной аппаратуры спутника программно-временное устройство и дешифратор программных команд обеспечивали управление полётом и проведение научных экспериментов вне зоны радиовидимости наземных пунктов управления.
Научная аппаратура спутника была создана специалистами ВНР, ГДР, СРР, СССР и ЧССР. В её состав входила система сбора и передачи информации (ССПИ) от экспериментальных автономных морских и наземных измерительных буёв, собиравших информацию о состоянии атмосферы и океана, магнитного поля и другие данные. Также на борту спутника были установлены многоканальный спектрометр для исследования атмосферы и подстилающий поверхности, радиометр для изучения радиотеплового излучения Земли и магнитометр для измерения вариаций геомагнитного поля.

## Программа полёта
Спутник «Интеркосмос-20» был запущен 1 ноября 1979 года ракетой «Космос-3М» с космодрома Плесецк и выведен на орбиту c наклонением 74°, апогеем 523 км, перигеем 467 км и периодом обращения 94,4 минуты. В международном каталоге COSPAR спутник получил идентификатор 1979-096А. При гарантийном сроке 6 месяцев «Интеркосмос-20» проработал на орбите до 11 декабря 1980 года. Спутник вошёл в атмосферу и прекратил своё существование в марте 1981 года.
Постановщиками экспериментов на «Интекосмосе-20» были Институт космических исследований АН СССР, Морской гидрофизический институт АН УССР и научные организации ВНР, ГДР, НРБ, СРР. В ходе полёта спутника были начаты лётные испытания ССПИ, осуществлявшей сбор, хранение и передачу в центры обработки информации от измерительных буёв. С помощью установленной на спутнике аппаратуры также отрабатывались методики обнаружения районов повышенной биопродуктивности в океане, определения вертикального распределения аэрозолей в атмосфере, измерения интенсивности радиотеплового излучения системы «атмосфера-подстилающая поверхность». В результате совместных магнитных измерений на спутнике и на наземных станциях накоплен большой объём информации по временным и пространственных вариациям геомагнитного поля в приполярных областях. Начатые на «Интеркосмосе-20» исследования были продолжены на аппарате «Интеркосмос-21», запущенном в феврале 1981 года.